# Винищувачі (фільм, 1939)
«Винищувачі» (рос. «Истребители») — український радянський художній фільм 1939 року режисера Едуарда Пенцліна. Лідер прокату 1940 року (перше місце — 27.1 млн глядачів).

## Сюжет
Сергій, Микола і Варвара разом вчилися в школі. Хлопці здавна суперничали між собою. Після школи вони вступили в різні льотні училища, але після закінчення виявилися в одній військовій частині.

## У ролях
- Марк Бернес — лейтенант Сергій Кожухаров
- Євгенія Голинчік — Варя
- Василь Дашенко — лейтенант Микола Мельников
- Борис Андрєєв — лейтенант Пташеня
- Петро Алейников — лейтенант
- Євген Агеєв — майор Тучков
- Олексій Загорський — професор
- Олена Музіль — бабуся Вари
- В. Журавльова — Таня, сестра Кожухарова
- Володимир Уральський — батько Кожухарова
- Єлизавета Лилина — мати Кожухарова
- Федір Селезньов — авіатехнік Яшин
- Євген Черні — авіатехнік Барсуков

## Творча група
- Сценарій: Федір Кнорре
- Режисер-постановник: Едуард Пенцлін
- Режисер: Віталій Кучвальський
- Оператор-постановник: Микола Топчій
- Композитор: Микита Богословський
- Текст пісень: Євген Долматовський
- Звукооператори: Петро Штро, Ніна Авраменко
- Художники: Микола Тряскін, Михайло Солоха
- Повітряні зйомки: Олександр Пищиков
- Асистенти режисера: Суламіф Цибульник, Григорій Ліпшиць
- Директори картини: Н. Човгун, Михайло Левін